# Battaglia di Camacuã
La battaglia di Camacuã fu uno scontro bellico avvenuto il 23 aprile 1827 tra le truppe alleate dell'Argentina e degli insorti della Banda Oriental da un lato e l'esercito imperiale brasiliano dall'altro, nell'ambito della guerra argentino-brasiliana.
La battaglia ebbe luogo nei pressi del fiume Camacuã, non lontano dall'odierna città brasiliana di Bagé, e si concluse con la ritirata delle truppe imperiali.
L'esercito argentino aveva lasciato il territorio brasiliano dopo la vittoria nella battaglia di Ituzaingó per la mancanza di rifornimenti e le cattive condizioni dei cavalli, ma il 13 aprile aveva ripreso Bagé e avanzava incontro alle truppe imperiali. I generali Lucio Norberto Mansilla e Juan Lavalle, con 2500 cavalieri, sorpresero le 1600 truppe imperiali di Barreto. Quest'ultimo, sapendo che il nemico aveva un numero maggiore di cavalieri, si ritirò all'angolo di Camacuã Chico.
Per i brasiliani l'incidente si chiama guerriglia di Rufino; per gli argentini è il combattimento di Camaquã Chico, celebrato come una clamorosa vittoria.